# Mario Vulpiani
Mario Vulpiani, né le 15 février 1927 à Rome (Latium), est un chef opérateur et documentariste italien.

## Biographie
Mario Vulpiani a commencé sa formation professionnelle aux côtés du chef opérateur Henryk Chroscicki (it). Au cours des années 1950, il a travaillé dans le domaine des documentaires, tant artistiques qu'industriels, assumant également le rôle de réalisateur.
C'est Chrosciki lui-même, en tant que producteur, qui l'appelle en 1965 pour s'occuper de la photographie d'un des sketches du film Marcia nuziale (1966), réalisé par Marco Ferreri, réalisateur avec lequel Vulpiani collabore de façon permanente de 1969 à 1973, pour cinq films : Dillinger est mort, La Semence de l'homme, L'Audience, Liza et La Grande Bouffe. Ils se retrouveront une dernière fois, vingt ans plus tard, pour l'avant-dernier film de Ferreri, Journal d'un vice (1993).
Dans ces mêmes années, il travaille aux côtés de l'artiste Mario Schifano dans ses expériences cinématographiques (Satellite en 1968, Umano, non umano (it) et Trapianto consunzione e morte di Franco Brocani en 1969), il photographie le manifeste du cinéma militant Le Vent d'est de Jean-Luc Godard et le seul long métrage réalisé par le critique Adriano Aprà, Olimpia agli amici (1970).
Il a également travaillé avec Valentino Orsini (La Ligne de feu en 1972), Damiano Damiani (La Tentation en 1974 et Comment tuer un juge en 1976), Mario Monicelli (Un bourgeois tout petit petit en 1977) et Carlo Lizzani (Fontamara en 1980).
Dans la phase suivante de sa carrière, loin du cinéma de premier plan, se distinguent ses collaborations avec Gabriele Lavia : Scandaleuse Gilda (1985), Sensi (1986) et La lupa (1996), qui lui vaut le Premio Gianni Di Venanzo (it) de la meilleure cinématographie italienne en 1997.

## Filmographie

### Années 1960
- 1961 : Cinque leoni un soldo, court-métrage d'Aglauco Casadio
- 1963 : Storie sulla sabbia de Riccardo Fellini
- 1965 : Le Serment de Zorro (El Zorro cabalga otra vez) de Ricardo Blasco
- 1966 : Marcia nuziale de Marco Ferreri
- 1968 : Satellite de Mario Schifano
- 1969 : Umano, non umano (it) de Mario Schifano
- 1969 : Trapianto consunzione e morte di Franco Brocani de Mario Schifano
- 1969 : La Semence de l'homme (Il seme dell'uomo) de Marco Ferreri
- 1969 : Dillinger est mort (Dillinger è morto) de Marco Ferreri

### Années 1970
- 1970 : Un tueur nommé Luke (La notte dei serpenti) de Giulio Petroni
- 1970 : Quella chiara notte d'ottobre de Massimo Franciosa
- 1970 : Olimpia agli amici d'Adriano Aprà
- 1970 : Le Vent d'est du « groupe Dziga Vertov » (Jean-Luc Godard et Jean-Pierre Gorin)
- 1971 : Mallory, M comme la mort (Il mio nome è Mallory... M come morte) de Mario Moroni
- 1971 : L'Audience (L'udienza) de Marco Ferreri
- 1972 : Lui per lei de Claudio Rispoli
- 1972 : La Ligne de feu (L'amante dell'Orsa Maggiore) de Valentino Orsini
- 1972 : Sans famille, sans le sou, en quête d'affection (Senza famiglia, nullatenenti cercano affetto) de Vittorio Gassman
- 1972 : Liza (La cagna) de Marco Ferreri
- 1972 : Le Grand Duel (Il grande duello) de Giancarlo Santi
- 1973 : La Tour du désespoir (Sepolta viva) d'Aldo Lado
- 1973 : Gli amici degli amici hanno saputo de Fulvio Marcolin
- 1973 : La Grande Bouffe (La grande abbuffata) de Marco Ferreri
- 1974 : La Tentation (Il sorriso del grande tentatore) de Damiano Damiani
- 1974 : E cominciò il viaggio nella vertigine de Toni De Gregorio (it)
- 1974 : Permettez-moi, Madame, d'aimer votre fille (Permettete, signora, che ami vostra figlia) de Gian Luigi Polidoro
- 1975 : Profession garde du corps (Vai gorilla) de Tonino Valerii
- 1976 : Magnum 44 spécial (La legge violenta della squadra anticrimine) de Stelvio Massi
- 1976 : Comment tuer un juge (Perché si uccide un magistrato) de Damiano Damiani
- 1976 : Agent très spécial 44 (Mark colpisce ancora) de Stelvio Massi
- 1977 : Un bourgeois tout petit petit (Un borghese piccolo piccolo) de Mario Monicelli
- 1977 : Il gatto dagli occhi di giada d'Antonio Bido
- 1977 : Qui sera tué demain ? (Il mostro) de Luigi Zampa
- 1978 : Terreur sur la lagune (Solamente nero) d'Antonio Bido
- 1978 : C'est ça l'amour (Questo sì che è amore) de Filippo Ottoni
- 1979 : Anita la vicieuse (Dedicato al mare Egeo) de Masuo Ikeda
- 1979 : Org de Fernando Birri
- 1979 : L'Infirmière de nuit (L'infermiera di notte) de Mariano Laurenti

### Années 1980
- 1980 : Fontamara de Carlo Lizzani
- 1980 : L'Homme puma (L'uomo puma) d'Alberto De Martino
- 1980 : La locandiera (it) de Paolo Cavara
- 1980 : L'infirmière a le bistouri facile (La dottoressa ci sta col colonnello) de Michele Massimo Tarantini
- 1981 : Crema, cioccolata e... paprika (it) de Michele Massimo Tarantini
- 1981 : Lacrime napulitane (it) de Ciro Ippolito
- 1981 : Tais-toi quand tu parles (Zitto quando parli) de Philippe Clair
- 1981 : Bugie bianche de Stefano Rolla (it)
- 1982 : Roma dalla finestra de Masuo Ikeda
- 1982 : Deux Heures moins le quart avant Jésus-Christ de Jean Yanne
- 1985 : Le Code Rebecca (The Key to Rebecca), téléfilm de David Hemmings
- 1985 : Scandaleuse Gilda (Scandalosa Gilda) de Gabriele Lavia
- 1985 : Desiderando Giulia d'Andrea Barzini
- 1985 : Un'isola, téléfilm de Carlo Lizzani
- 1986 : Sensi de Gabriele Lavia
- 1989 : Burro (it) de José María Sánchez (it)
- 1989 : La vita leggendaria di Ernest Hemingway (it) de José María Sánchez (it)
- 1989 : Bangkok... solo andata (it) de Fabrizio Lori (it)

### Années 1990 et 2000
- 1990 : L'Homme noir (it) (Non aprite all'uomo nero) de Giulio Questi
- 1993 : Journal d'un vice (Diario di un vizio) de Marco Ferreri
- 1994 : Il giorno del porco de Sergio Pacelli (it)
- 1994 : Bugie rosse (it) de Pierfrancesco Campanella (it)
- 1995 : Castle Freak de Stuart Gordon
- 1996 : La lupa de Gabriele Lavia
- 1997 : Volare! (it) de Vittorio De Sisti
- 2000 : Piovuto dal cielo (it), téléfilm de José María Sánchez (it)
- 2004 : La tassinara, téléfilm de José María Sánchez (it)